# Henri-Ernest de Stolberg
Henri-Ernest, comte de Stolberg-Wernigerode, né le 20 juillet 1593 à Schwarza et mort le 4 avril 1672 à Ilsenburg, est un noble allemand. Il est le fondateur de l'ancienne ligne principale de la maison de Stolberg.

## Biographie

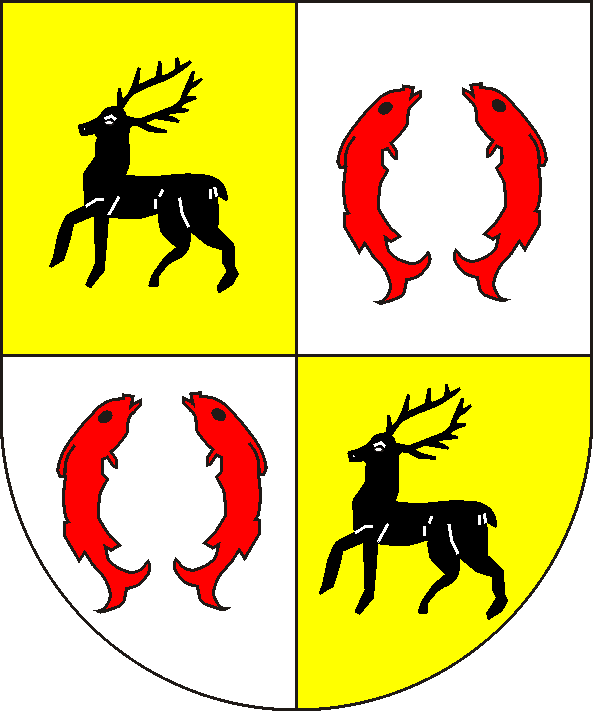
Les armes de Stolberg-Wernigerode.

Henri-Ernest est le fils aîné du comte Christophe II de Stolberg (1567–1638). À la mort de son père, il gouverne le patrimoine des Stolberg conjointement avec son frère cadet Jean-Martin (1594–1669).
Le 31 mai 1645, les deux partagent définitivement leur héritage ; Henri-Ernest reçoit le comté de Wernigerode au pied nord du Harz, acquis par la maison de Stolberg en 1429, et la forêt autour du château de Hohnstein. À la fin de la guerre de Trente Ans, il transfère sa résidence du château de Wernigerode à l'ancienne abbaye d'Ilsenburg.
Le 2 mai 1649, Henri-Ernest épouse sa cousine Anne-Élisabeth, fille du comte Henri Volrad de Stolberg-Ortenberg. Ils ont deux fils, Ernest (1650–1710) et Louis-Christian (1652–1710), et une fille, Anne-Éléonore (1651–1690), qui épouse le prince Emmanuel d'Anhalt-Köthen à Ilsenburg le 23 mars 1670.
Comme il n'y a pas de primogéniture à Stolberg, ses fils héritent conjointement du comté quand Henri-Ernest meurt en 1672. Louis-Christian règne sur la seigneurie de Gedern à partir de 1677. À la mort d'Ernest le 9 novembre 1710, le comté de Wernigerode passe à son neveu Christian-Ernest, fils aîné de Louis-Christian ; son frère cadet Frédéric-Charles règne à Gedern.